# Groupe des droites européennes
Le Groupe des droites européennes (GDE) est un groupe politique du Parlement européen de 1984 à 1989.

## Historique

### Origines
Le groupe succède historiquement à l'Eurodroite, alliance conclue entre le Mouvement social italien – Droite nationale, le Parti des forces nouvelles (France) et le mouvement espagnol Fuerza Nueva, en perspective des élections européennes de 1979.

### Création
Le Front National français lance pour les élections européennes de 1984 la liste « Front d'opposition nationale pour l'Europe des patries », emmenée par Jean-Marie Le Pen. Les résultats obtenus sont sans égal en comparaison avec ceux de l'Eurodroite en 1979 : le Front National obtient 11 % des voix et 10 élus. De leux côté, le Mouvement social italien obtient 6,5 % des voix et 5 élus, et le parti grec Union politique nationale (EPEN) 1 élu. Le PFN passe donc dans l'ombre et le Front National français devient l'allié privilégié du MSI. Le 24 juillet, le FN, le MSI et l'UPN se regroupent dans la nouvelle alliance parlementaire, le Groupe des Droites européennes. 
En 1985, le GDE fut rejoint par John Taylor, un parlementaire du Parti unioniste d'Ulster, qui venait de quitter le Groupe des Démocrates européens, par protestation contre l'Accord anglo-irlandais signé à Hillsborough. Le groupe changea une nouvelle fois de composition à la suite des législatives françaises de 1986, certains parlementaires du Front national ne pouvant cumuler leur mandat à l'Assemblée nationale et à Strasbourg. 
Il devait être dirigé par Giorgio Almirante, mais celui-ci ne se rendit que peu de fois à l'Assemblée, et le président en fut donc Jean-Marie Le Pen.
Le 11 avril 1985, 16 des 17 membres du Groupe des droites européennes sont reçus officiellement en audience par le pape Jean-Paul II. Parmi eux, on peut nommer les Italiens Pino Romualdi, Giorgio Almirante, le Grec Dimitriadis Krisantos et le Français Jean-Marie Le Pen, Le pape les encourage à « continuer leur combat contre l'avortement, en conformité avec la doctrine sociale de l'Église » et « contre la décadence des valeurs morales en Europe »,. 

### Évolution vers leGroupe technique
Aux élections européennes de 1989, le député grec ne fut pas réélu, tandis que Gianfranco Fini ne voulait pas associer le MSI, qui effectue alors un virage vers le centre-droit, avec un Front national diabolisé. Le groupe fut donc dissous, mais une alliance entre le Front national, le Vlaams Blok (parti flamand de Karel Dillen) et Die Republikaner (parti allemand de Franz Schönhuber) permit de former le Groupe technique des droites européennes.

## Membres
| Pays        | Parti                     | Députés | Membres |
| ----------- | ------------------------- | ------- | --- |
| France      | Front national            | 10      | Bernard Antony, Martine Lehideux, Jean-Marie Le Pen, Jean-Pierre Stirbois (remplacé en 1986 par Gilbert Devèze), Dominique Chaboche (remplacé en 1986 par Roland Gaucher), Gustave Pordea, Michel Collinot, Michel de Camaret (remplacé en 1987 par Roger Palmieri), Olivier d'Ormesson, Jean-Marie Le Chevallier |
| Grèce       | Union politique nationale | 1       | Chrýsanthos Dimitriádis (remplacé en 1988 par Aristídis Dimópoulos, remplacé en 1989 par Spyrídon Zournatzís.) |
| Italie      | Mouvement social italien  | 5       | Giorgio Almirante (remplacé en 1988 par Giulio Maceratini puis par Marco Cellai), Antonino Buttafuoco, Francesco Petronio, Pino Romualdi (remplacé en 1988 par Silvio Vitale), Antonino Tripodi (remplacé en 1988 par Antonio Nicola Cantalamessa)                                                                |
| Royaume-Uni | Parti unioniste d'Ulster  | 1       | John Taylor (à partir de 1985) |